# 제주어
제주어(濟州語) 또는 제주 방언(濟州方言)은 제주시 추자면 추자도 지역을 제외한 제주도 본섬 일대에서 쓰이는 한국어의 방언 또는 한국어족의 언어이다.
전통적으로 한국어의 방언으로 간주되나, 한국어와는 상호 의사소통이 원활하지 않을 정도의 차이를 보이기 때문에 최근에는 한국어와 함께 한국어족에 속하는 별개의 언어로 간주하기도 한다. 제주특별자치도에서는 이를 소수언어로 인정하여 '제주어'라 하고 있다. 한국에서는 제주도 사투리, 제주 방언, 제주말 등 다양한 명칭으로 불린다.

## 역사
제주도 지역에서 한국계 언어가 언제부터 사용되었는지는 알 수 없으나, 직접적으로는 탐라가 삼국 및 고려에 복속된 후 유입된 중세 한국어에서 비롯되었을 것으로 추정된다. 이후 섬이라는 지리적 특성으로 인해 육지와 말의 차이가 벌어져 제주어가 형성되었다. 고대 탐라에서 사용되었던 탐라어의 흔적이 남아있는지는 불명이다.
조선 초기의 한국어의 특징이 잘 남아있어 중세 한국어의 원형을 잘 보존한 언어로 특수성을 인정받는다.

### 현재
현대에 들어 급격히 표준 한국어 교육이 보급되면서, 젊은 계층은 제주어를 일상생활에서 쓰는 경우는 점차 줄어들어 화자 수는 계속해서 줄어들고 있다. 현대의 제주어 모어 화자는 대부분 제주도에서 1950년대 혹은 그 이전에 태어난 사람들이다. 젊은층은 제주어의 기초 회화는 대부분 이해하나, '밥주리', '시꾸다', '굴묵' 등 제주어 특유의 어휘는 80% 이상이 사용하지 않는 것은 물론 이해도 하지 못하는 것으로 조사된다.
유네스코에서는 전문가를 제주에 파견, 현장 방문과 답사, 한국어를 전공하는 전문가와의 의견 교환, 각 지역 언어를 담당하는 유네스코 언어 전문가와 토론 과정 등을 거쳐, 2010년 12월 제주어를 5개의 소멸 위기 단계 중 4단계인 ‘아주 심각하게 위기에 처한 언어’로 분류했다.

## 분류 논쟁
제주말은 한국어와 유사하지만 지역적 독특함이 공존하여 분류에 대한 논쟁이 있으며, "제주 방언"이라는 주장과 "제주어"라는 주장이 대립하고 있다.
본래 한국어에서는 "제주 방언"이라는 단어의 사용 빈도가 몹시 높았고, 한국어 방언학에서도 대방언권 중 하나로 제주 방언을 사용하였으나 2010년경을 이후로 "제주어" 라는 명칭의 사용량이 높아졌다.

### 한국어의 방언이라는 주장
독자적인 언어가 아닌 한국어의 하위 방언이며, "제주 방언"이라는 주장 역시 존재한다. 한국어 방언학에서는 한국어의 방언을 6개의 대방언권으로 나누는데, 동남 방언, 동북 방언, 서남 방언, 서북 방언, 중부 방언, 제주 방언으로 나뉘어진다. 한국에서는 전통적으로 제주 방언으로 인정된 것으로 알 수 있다. 더불어 2010년대 이전 연구 논문이나 등의 제목 등은 모두 "제주 방언"을 사용하여 제목을 지었다.
제주도 출신 언어학자 김지홍 교수는 제주 방언의 문법 형태소는 공통어와 공유되고 있는 것들을 쓰고 있으며, 오랫동안 고립됐기에 고유하게 발달한 형태소와 공통어의 형태소들이 나란히 중층적으로 쓰인다고 주장했다. 또 한국어에 대한 연구가 부족한 당시, 제주 방언을 제주 언어로 분류하자는 것은 섣부른 판단이었다고 하였다.
김지홍은 자신의 다른 저서 《제주 방언 통사의 몇 측면》 의 머리글에서 한 외국의 언어학자가 작성한 잘못된 글에 충격을 받았다고 밝혔으며, 제주 방언이 왜 한국어의 하위 방언인지 확실히 밝히고, 오류로 뒤덮인 제주 방언을 더 이상 버려둬서는 안 된다는 마음에서 제주 방언 연구에 몰두하게 되었다고 기술하였다. 또 《제주 방언의 복합 구문: 접속문과 내포문》에서 "제주 방언의 일부 특이한 형태소들에 몰입해 전체를 무시해버리는 것" 이라고 밝히며 "모어 방언에 대한 40년 공부의 결실"이라고 소개했다.
김지홍은 이전의 제주 방언 연구가 대한민국 표준어에서 차이가 큰 이질적인 것들만 과도하게 부각시켜, 사실을 왜곡해 왔다는 주장을 하였다. 김지홍은 "제주사람들이 제주 방언을 쓰면서 동시에 공통어를 아무 제약도 없이 잘 쓰는 이유는 서로 방언 관계에 있기 때문"이라며 제주 방언에서 접속문의 일부 형태소들인 '안, 앙'과 이것이 융합된, '으멍, 으난' 등의 표현을 제외하고 모두 공통어의 형태소들을 그대로 사용하고 있다고 했다.
다른 연구인 "제주 방언의 비-전형적 종결어미 체계에 대하여"(2017)에서 제주 방언이 한국어의 질서를 그대로 지키지만 그 적용 방식이 다를 뿐임을 명백히 드러내려는 목적으로 집필되었다고 했으며, "앞으로도 제주 방언 연구가 세계 사람들이 누구나 읽을 수 있는 언어로 많이 집필되어 이 방언을 더 이상 왜곡시키지 않기를 바라는 마음뿐이다" 라고 밝히기도 하였다.
조태린 대구대학교 교수는 《제주어와 제주방언, 이름의 정치언어학》(2013)에서 "제주 방언" 및 "제주도 방언"과 같은 명칭이 주로 사용하고 있으며, 나머지("탐라어", "제줏말" 등)는 그 사용이 매우 제한적이거나 아주 최근에 생겨난 것들이라고 저술하였다. 더불어 해당 논문에서 케임브리지 사전 및 메리엄-웹스터 사전, 롱맨 사전을 인용하면서 언어와 방언에 대한 차이는 특정 집단의 사람들이 사용하는 의사소통 체계라는 것에 공통점을 두고 있지만, "방언"은 한 언어의 다양한 변종들 중 하나로 인식되고 있다는 것을 알 수 있었다. 따라서, 언어의 형식 및 구조의 유사성이 낮은 말들은 서로 다른 독립된 언어가 되고 그 유사성이 높은 말들은 방언이 된다는 것이라고 하였다. 예를 들어, 한국어와 영어, 중국어, 일본어는 서로가 공유하고 있는 유사성이 적어 독자적인 언어로 분류되지만, 한국어의 방언 중 경기 방언, 서남 방언, 동남 방언 등의 방언은 언어적 유사성이 몹시 높고 몇몇 단어의 차이가 존재할 뿐 언어의 형식이 차이나지 않는다.
또 조태린은 같은 논문에서 "제주 방언과 제주어의 차이는 무엇인지, 왜 제주 방언을 대체하여 제주어가 사용되고 있는 지"에 대해 검토하였다. 그러나 검토 결과 '제주어'라는 용어를 사용하는 문헌들 중에서는 '제주어'의 개념, 정의나 해당 어휘의 사용 이유를 밝히고 있는 것이 매우 적었다고 저술하였다. 그럼에도 불구하고, 다수의 학술 논문들에서는 이 조례의 정의에 의거하여 별다른 문제제기 없이 제주어라는 용어를 사용하고 있을 뿐이라고 보고 있다고 저술하였다.
동일한 논문에서 강영봉(2007. 11)에 따르면, "'제주어'라는 명칭은 1947년 발간된 석주명의 《제주도방언집》에서 비롯되지만, 1995년 《제주어사전》 이후 어느 정도 정착되는 느낌"이라고 인용하였다.

### 하나의 언어라는 주장
제주 방언은 방언이 아닌 독자적인 언어이며, "제주어"라고 분류해야 한다는 주장은 2013년, 아일랜드의 언어학자인 윌리엄 오 그래디(en:William O'Grady)의 주장인데, 그로 인해 유네스코에 하나의 언어로 등록되었다. 더불어 그는 《제주어: 한국 제주도의 언어》 라는 책을 저술하였다.이후 그래디의 주장에 동의하는 학자들이 하나 둘 생겨났고, 2014년 경 이후로 하나의 언어로 인정하는 학자들이 나타났다.
"제주어"라는 명칭은 1913년 일본의 학자 오구라 신페이가 처음 제시하였다. 《제주도 방언》(濟州島方言)이라는 논문에서 당시 "경성어"(오늘날 경기 방언)라고 불리던 말에 대립하는 개념으로 사용하였다. 해방 이후, 한국의 곤충학자 석주명은 1947년 《제주도방언집》에서 "표준어"와 짝이 되는 어휘로 "제주어"라는 명칭을 사용하였다.
위키미디어 재단이나 에스놀로그 등의 기관이 독립적인 언어라는 주장을 지지하고 있으며, 제주어 위키백과를 개설하려는 위키미디어 인큐베이터 프로젝트도 존재한다.

## 지리적 구분
제주어는 일반적으로 서남 방언이 주로 쓰이는 추자도 지역의 말을 제외한 제주특별자치도 본섬과 주변 섬 일대에서 쓰는 말을 이르므로, 지리적으로는 제주특별자치도 본섬 일대라고 해야 한다.
제주도 안에서도 작은 방언의 차이(극히 일부의 단어)가 존재하는데, 한라산을 중심으로 구분되는 북쪽과 남쪽 지역의 말에서 일부 단어의 차이가 있다. 그러나 한라산 동쪽과 서쪽 지역의 말의 단어 차이가 더 크다. 305개 단어의 지역적 다양성을 조사한 2010년의 설문조사에 의하면 제주도에는 남북과 동서의 4개 방언 구역이 공존한다.
女; 해녀) 등 수많은 한자어들이 표준어 발음과 다르게 발음된다.
| 제주어     | 국제음성기호 | 표준어                 |
| ---------- | ------------ | ---------------------- |
| ᄒᆞᆫ저옵서예 | hɒnʥʌop̚sʌje  | 어서오세요・환영합니다 |
| 하르방     | harɯbaŋ      | 할아버지               |
| 할망       | halmaŋ       | 할머니                 |
| 지지빠이   | ʨiʥip'ai     | 여자, 계집             |
| 가물어     | kamuɾʌ       | 설마                   |
| 야개기     | jaɡɛɡi       | 목                     |
| 태역       | tʰɛjʌk̚       | 잔디                   |
| 지실       | ʨɯsɯl        | 감자                   |
| 비바리     | pibaɾi       | 처녀                   |
| 낭         | naŋ          | 나무                   |
| 송키       | soŋkʰi       | 채소                   |
| 강생이     | kaŋsɛŋi      | 강아지                 |
| 궤         | kwe          | 고양이                 |
| 도치       | toʨʰi        | 도끼                   |
| 깅이       | kiŋi         | 게                     |
| 도새기     | tosɛɡi       | 돼지                   |
| 감자       | kamʣʌ        | 고구마                 |
| 통시       | toŋɕi        | 화장실                 |
| 오름       | orɯm         | 산                     |
| 쥉이       | ʨweŋi        | 쥐                     |
| 가사       | kasa         | 우산                   |

## 음운
|        | 전설            | 중설    | 후설    |
| ------ | --------------- | ------- | ------- |
| 고모음 | ㅣ(/i/)         | ㅡ(/ɨ/) | ㅜ(/u/) |
| 중모음 | ㅔ(/e/) ㅐ(/ɛ/) | ㅓ(/ə/) | ㅗ(/o/) |
| 저모음 | ㅏ(/a/)         |         | ㆍ(/ɒ/) |

아래아의 발음, 곧 /ɒ/ 음운이 존재한다는 점이 타 방언과의 가장 큰 차이점 중 하나이다. 그러나 중장년 이하 연령대의 화자들에게서는 ㆍ(/ɒ/)가 쇠퇴해 점차 ㅗ /o/로 발음하는 경향이 강해지고 있다.
중세 국어의 후두음, 반치음, 순경음 등의 잔재가 크게 남아있다. 자음으로 끝나는 단어와 모음으로 시작하는 단어가 연쇄되어 나타날 때 앞말의 종성이 복사되어 발음되는 현상이 그 영향인 것으로 보인다. ㄹ이 연속되지 않음에도 /l/로 발음되는 경우가 있는데, 이는 원래 후두음으로 인해 ㄹ이 다음 음절의 초성으로 넘어가지 않은 것이다. 예를 들어, 맏따덜(맏아들), 칠뤌(칠월), 눈-나프다(눈 아프다) 등으로 발음된다.

## 문법

### 조사
제주어에는 처격조사가 일반적인 '-에'를 비롯하여 4가지의 형태로 존재한다. '-(더)레', '-의', '-듸'는 각각 특정한 명사에만 결합하여 처격 조사로 쓰인다. '-레'는 ᄒᆞ르(하루), 마리(마루) 등과, '-의'는 집, 밤(夜) 등과, '-듸'는 밧(밭), 솟(솥) 등과만 결합한다.

### 접사
의문형의 종결어미는 크게 2가지의 쓰임에 따라 형태가 나뉘어, 설명 의문문에는 '-ㄴ고'의 형태가, 판정의문문에는 '-ㄴ가'의 형태가 쓰인다. 이외에 '-으니/으냐', '-고/가' 등도 이러한 대립을 보인다. 의문형의 '-ㄴ디'에는 주어의 인칭에 따른 출현의 제약이 있는데, 이는 2인칭 주어와만 어울려 3인칭 주어와는 함께 출현할 수 없다.
인용형에서 나타나는 '-엔' 역시 특징적인데, (표기상) 피인용문의 종결어미를 변화시키며 등장하기도 한다.
- "무신거엔 ᄀᆞᆯ아ᇝ인디 몰르쿠게?" - 뭐라고 말하는지 모르겠지요?
- "어멍은 집이 갓덴 헷저" (원형: '집이 갓저') - 어머니는 집에 갔다고 했다

선어말어미 중 '-앗/엇-'은 과거시제를, '-아ᇝ/어ᇝ-'은 현재시제를, '-(으)크'는 미래시제를 나타낸다. 일례로 '몰르쿠다'(모르겠습니다)는 '몰르-'(모르-), '-으크-'(-겠-), '-우다'(-읍니다)가 결합한 것이다.
제주어는 (다른 여러 방언에서도 그렇듯) 존대어의 구분이 표준어에 비해 명확하지 않으며, 평서체가 거의 모든 상황에 있어서 적합하다. 본래 제주어에서는 존경 선어말어미, 곧 '-시-'도 쓰이지 않았으나 현대에 들어 한국어의 영향으로 쓰이고 있다.

## 예문
아래는 제주도 무가분풀이의 일부를 발췌한 것이다. 이 전설에서 사냥꾼 송사만은 언덕에서 버려진 해골을 발견하고는 그 해골을 마치 자신의 조상인 것처럼 돌봐 제사를 지내 준다. 이에 대한 보답으로 해골은 그의 이른 죽음을 알려주고 저승사자를 피할 3가지 방법을 알려준다. 이 판은 1905년 태어난 무당 변신생의 말을 1956년에서 1963년 사이에 옮겨적은 것이다. 제주어 표준 표기법이 제정되기 이전의 것이다.
| 제주어 원문 | 한국어 번역 |
| --- | --- |
| “느 송ᄉᆞ만이 전맹이 ᄀᆞᆺ 서른이 매기난, 서른 나는 해에 아무ᄃᆞᆯ 아무날은 맹이 매기니 느가 발 살앙 오몽ᄒᆞ여질 때, 나를 낭곳으로 ᄀᆞ져다 도라... 시 ᄆᆞ슬 강 심방 시 개 걷우우곡 마당이 큰대 세왕 두 일회 열나을 굿을 ᄒᆞ라...” 맷딱 ᄎᆞᆯ려놓완 백보 밲겼딜로 간 절을 ᄒᆞ연, ᄀᆞ만이 꿀련 업더져두서 보난 삼체ᄉᆞ가 ᄂᆞ려오멍... “송ᄉᆞ만이네 집이서 정성을 아니드렴신가?” 말자이 오는 체ᄉᆞᆫ “송ᄉᆞ만이네 집이 백년대강이를 모삼따. 그 백년대강이가 송ᄉᆞ만이 심으레 오람센 ᄀᆞᆯ아분 생이여... 받음은 받았주마는 심엉 오랜 ᄒᆞᆫ 시간이 시여부난 어떵흘코?” | “너 송사만이는 겨우 서른이 수명의 끝이니, 서른 되는 해에는 아무 달 아무 날에 명이 끝날 테이므로 너가 발이 살아서 움직일 수 있을 때 나를 나무숲으로 데려다 달라... 마을 세 곳에 가서 무당 세 명을 모으고 마당에 큰 깃대 세워서 두 이레 열나흘 굿[제주 큰굿]을 하라...“ 다 차려놓은 체 백보 바깥으로 가 절하며 가만히 무릎 꿇고 업드리고 보니까, 삼차사가 내려오면서... “송사만이네 집에서 정성을 드리고 있는 것 아닌가?“ 나중에 오는 차사는, “송사만이네 집에서 백년 된 해골을 모시고 있다. 그 백년 된 해골이 송사만이 잡으러 오고 있다고 말해버린 모양이야... 준 건 받았지만 잡아 오라고 한 마감이 있는데 어떻게 할까?“ |

## 갤러리

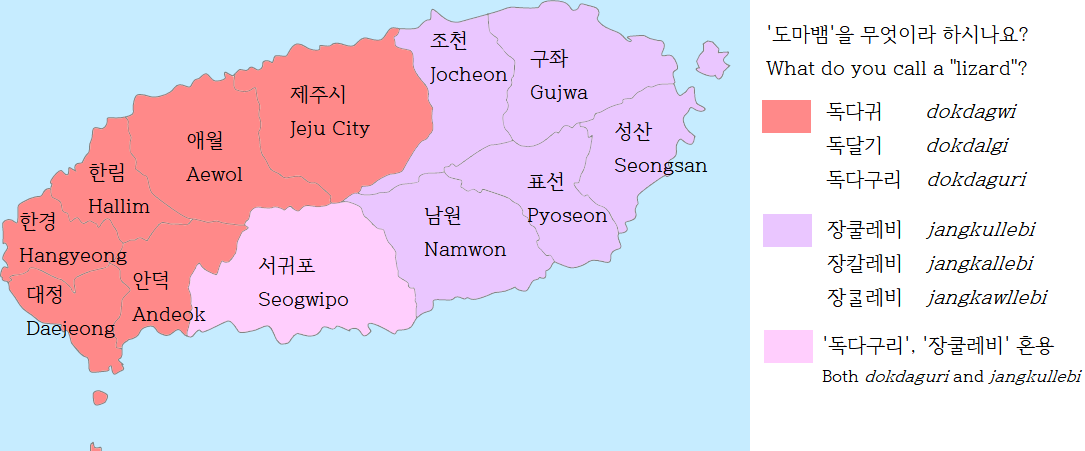
'도마뱀' 어휘의 동-서에 따른 차이
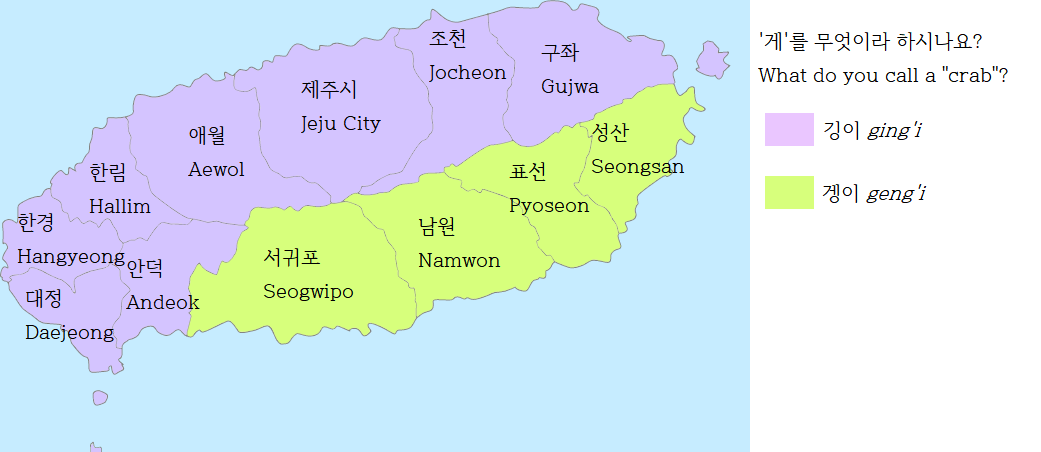
방언의 남-북 구분은 '게'를 나타내는 제주어 어휘에서 더 잘 나타난다.